# 2024-es labdarúgó-Európa-bajnokság (selejtező – C csoport)
A 2024-es labdarúgó-Európa-bajnokság selejtezőjének C csoportjának mérkőzéseit tartalmazó lapja.
A csoportban öt válogatott, Olaszország, Anglia, Ukrajna, Észak-Macedónia és Málta szerepelt. A csapatok oda-visszavágós körmérkőzéses rendszerben mérkőztek egymással. Az első két helyezett kijutott az Európa-bajnokságra. A pótselejtező résztvevői a 2022–2023-as Nemzetek Ligájában elért eredmények alapján dőltek el.

## Tabella
| Hely. | Csapat          | M | Gy | D | V | G+ | G– | Gk  | P  | Továbbjutás                           |     | Anglia | Olaszország | Ukrajna | Észak-Macedónia | Málta |
| ----- | --------------- | - | -- | - | - | -- | -- | --- | -- | ------------------------------------- | --- | ------ | ----------- | ------- | --------------- | ----- |
| 1.    | Anglia          | 8 | 6  | 2 | 0 | 22 | 4  | +18 | 20 | Kijutott a 2024-es Európa-bajnokságra |     | —      | 3–1         | 2–0     | 7–0             | 2–0   |
| 2.    | Olaszország     | 8 | 4  | 2 | 2 | 16 | 9  | +7  | 14 | Kijutott a 2024-es Európa-bajnokságra |     | 1–2    | —           | 2–1     | 5–2             | 4–0   |
| 3.    | Ukrajna         | 8 | 4  | 2 | 2 | 11 | 8  | +3  | 14 | Pótselejtezőre került                 |     | 1–1    | 0–0         | —       | 2–0             | 1–0   |
| 4.    | Észak-Macedónia | 8 | 2  | 2 | 4 | 10 | 20 | −10 | 8  |                                       |     | 1–1    | 1–1         | 2–3     | —               | 2–1   |
| 5.    | Málta           | 8 | 0  | 0 | 8 | 2  | 20 | −18 | 0  |                                       | 0–4 | 0–2    | 1–3         | 0–2     | —               |       |

## Mérkőzések
A csoportok sorsolását 2022. október 9-én 12 órától tartották Frankfurtban. A menetrendet az UEFA október 10-én tette közzé. Az időpontok közép-európai idő szerint, zárójelben helyi idő szerint értendők.
| 2023. március 23. 20:45 |

| Olaszország | 1–2               | Anglia                       |
| ----------- | ----------------- | ---------------------------- |
| Retegui 56' | (0–2) Jegyzőkönyv | Rice 13' Kane 44' (11-esből) |

| Diego Armando Maradona Stadion, Nápoly Nézőszám: 44 536 Játékvezető: Srđan Jovanović (szerb) |

| 2023. március 23. 20:45 |

| Észak-Macedónia          | 2–1               | Málta      |
| ------------------------ | ----------------- | ---------- |
| Elmasz 66' Churlinov 72' | (0–0) Jegyzőkönyv | Yankam 86' |

| Toše Proeski Arena, Szkopje Nézőszám: 9 991 Játékvezető: Kristo Tohver (észt) |

| 2023. március 26. 18:00 (17:00 UTC+1) |

| Anglia            | 2–0               | Ukrajna |
| ----------------- | ----------------- | ------- |
| Kane 37' Saka 40' | (2–0) Jegyzőkönyv |         |

| Wembley Stadion, London Nézőszám: 83 947 Játékvezető: Serdar Gözübüyük (holland) |

| 2023. március 26. 20:45 |

| Málta | 0–2               | Olaszország             |
| ----- | ----------------- | ----------------------- |
|       | (0–2) Jegyzőkönyv | Retegui 15' Pessina 27' |

| Nemzeti Stadion, Ta’ Qali Nézőszám: 16 015 Játékvezető: Georgi Kabakov (bolgár) |

| 2023. június 16. 20:45 |

| Málta | 0–4               | Anglia                                                                         |
| ----- | ----------------- | ------------------------------------------------------------------------------ |
|       | (0–3) Jegyzőkönyv | Apap 9' (öngól) Alexander-Arnold 28' Kane 31' (11-esből) Wilson 83' (11-esből) |

| Nemzeti Stadion, Ta’ Qali Nézőszám: 16 277 Játékvezető: Igor Pajac (horvát) |

| 2023. június 16. 20:45 |

| Észak-Macedónia                | 2–3               | Ukrajna                                |
| ------------------------------ | ----------------- | -------------------------------------- |
| Bardi 31' (11-esből) Elmas 39' | (2–0) Jegyzőkönyv | Zabarnyi 62' Konoplya 67' Cihankov 83' |

| Toše Proeski Arena, Szkopje Nézőszám: 14 370 Játékvezető: Lukas Fähndrich (svájci) |

| 2023. június 19. 20:45 (19:45 UTC+1) |

| Anglia                                                             | 7–0               | Észak-Macedónia |
| ------------------------------------------------------------------ | ----------------- | --------------- |
| Kane 29' 73' (11-esből) Saka 38' 47' 51' Rashford 45' Phillips 64' | (3–0) Jegyzőkönyv |                 |

| Old Trafford, Manchester Játékvezető: Kovács István (román) |

| 2023. június 19. 20:45 (21:45 UTC+3) |

| Ukrajna                 | 1–0               | Málta |
| ----------------------- | ----------------- | ----- |
| Cihankov 72' (11-esből) | (0–0) Jegyzőkönyv |       |

| Anton Malatinský Stadion, Nagyszombat (Szlovákia) Játékvezető: Ruddy Buquet (francia) |

| 2023. szeptember 9. 18:00 (19:00 UTC+3) |

| Ukrajna       | 1–1         | Anglia     |
| ------------- | ----------- | ---------- |
| Zincsenko 26' | Jegyzőkönyv | Walker 41' |

| Városi Stadion, Wrocław (Lengyelország) Játékvezető: Georgi Kabakov (bolgár) |

| 2023. szeptember 9. 20:45 |

| Észak-Macedónia | 1–1               | Olaszország  |
| --------------- | ----------------- | ------------ |
| Bardi 81'       | (0–0) Jegyzőkönyv | Immobile 47' |

| Toše Proeski Arena, Szkopje Játékvezető: François Letexier (francia) |

| 2023. szeptember 12. 20:45 |

| Olaszország      | 2–1               | Ukrajna        |
| ---------------- | ----------------- | -------------- |
| Frattesi 12' 29' | (2–1) Jegyzőkönyv | Jarmolenko 41' |

| San Siro, Milánó Játékvezető: Alejandro Hernández Hernández (spanyol) |

| 2023. szeptember 12. 20:45 |

| Málta | 0–2               | Észak-Macedónia     |
| ----- | ----------------- | ------------------- |
|       | (0–2) Jegyzőkönyv | Elmasz 5' Manev 41' |

| Nemzeti Stadion, Ta’ Qali Játékvezető: Henrik Nalbandyan (örmény) |

| 2023. október 14. 15:00 (16:00 UTC+3) |

| Ukrajna                     | 2–0               | Észak-Macedónia |
| --------------------------- | ----------------- | --------------- |
| Sudakov 30' Karavajev 90+5' | (1–0) Jegyzőkönyv |                 |

| Stadion Letná, Prága (Csehország) Játékvezető: Slavko Vinčić (szlovén) |

| 2023. október 14. 20:45 |

| Olaszország                                      | 4–0               | Málta |
| ------------------------------------------------ | ----------------- | ----- |
| Bonaventura 23' Berardi 45+1' 63' Frattesi 90+3' | (2–0) Jegyzőkönyv |       |

| San Nicola Stadion, Bari Játékvezető: Duje Strukan (horvát) |

| 2023. október 17. 20:45 (19:45 UTC+1) |

| Anglia                               | 3–1               | Olaszország  |
| ------------------------------------ | ----------------- | ------------ |
| Kane 32' (11-esből) 77' Rashford 57' | (1–1) Jegyzőkönyv | Scamacca 15' |

| Wembley Stadion, London Játékvezető: Clément Turpin (francia) |

| 2023. október 17. 20:45 |

| Málta     | 1–3               | Ukrajna                                                |
| --------- | ----------------- | ------------------------------------------------------ |
| Mbong 12' | (1–2) Jegyzőkönyv | Camenzuli 38' (öngól) Dovbik 43' (11-esből) Mudrik 85' |

| Nemzeti Stadion, Ta’ Qali Játékvezető: Morten Krogh (dán) |

| 2023. november 17. 20:45 (19:45 UTC±0) |

| Anglia                   | 2–0               | Málta |
| ------------------------ | ----------------- | ----- |
| Pepe 8' (öngól) Kane 75' | (1–0) Jegyzőkönyv |       |

| Wembley Stadion, London Játékvezető: Luis Godinho (portugál) |

| 2023. november 17. 20:45 |

| Olaszország                                                  | 5–2               | Észak-Macedónia  |
| ------------------------------------------------------------ | ----------------- | ---------------- |
| Darmian 17' Chiesa 41' 45+2' Raspadori 81' El Shaarawy 90+3' | (3–0) Jegyzőkönyv | Atanasov 52' 74' |

| Olimpiai Stadion, Róma Játékvezető: Felix Zwayer (német) |

| 2023. november 20. 20:45 |

| Észak-Macedónia | 1–1               | Anglia               |
| --------------- | ----------------- | -------------------- |
| Bardi 41'       | (1–0) Jegyzőkönyv | Atanasov 59' (öngól) |

| Toše Proeski Arena, Szkopje Játékvezető: Filip Glova (szlovák) |

| 2023. november 20. 20:45 (21:45 UTC+2) |

| Ukrajna | 0–0         | Olaszország |
| ------- | ----------- | ----------- |
|         | Jegyzőkönyv |             |

| BayArena, Leverkusen (Németország) Játékvezető: Jesús Gil Manzano (spanyol) |